# Pravidla slovenského pravopisu
Pravidla slovenského pravopisu (zkráceně PSP) je jedna ze čtyř závazných kodifikačních příruček slovenštiny. Obsahuje informace o správném psaní slov a slovních tvarů, pravidla interpunkce, některá gramatická pravidla a pravopisný slovník.

## Obsah a vývoj
PSP z roku 1931 rámcově vycházela ze starší varianty Czamblovy kodifikace, nicméně příklon k češtině, respektive k bohemizmům, které v daném období pronikaly do slovenštiny, je v nich větší, systematičtější. Při jejich tehdejší kodifikaci byla zpravidla dávána přednost jazykovým jevům společným češtině a slovenštině (vedeť, mleť, bereš), někdy bylo kodifikováno české znění (mučedlník, tlumiť, ohrožený) nebo bylo považováno za přípustné slovenské i české znění (například prášok : prášek, lakeť: lokeť, rakyta : rokyta, sloboda : svoboda a podobne). V lexiku se kromě domácí slovní zásoby někdy prosazovala jen česká slova (mluviť, nabídka, proťajší, zedník) nebo česká a slovenská slova vedle sebe (typ kozel: cap). V některých případech bylo požadováno českými slovy nahrazovat hungarizmy a germanizmy (například namísto fľaša, faloš, kefa má byť láhva, klam, kartáč).
O Pravidlech, o jejich kodifikaci a cílech se tehdy rozproudila živá diskuse. Námitky vznikly i v části české inteligence. Na Slovensku větší část inteligence vydání Pravidel chápala jako čin namířený proti svébytnosti slovenského národa a dovolávala se nápravy. V roce 1932 vznikl časopis Slovenská reč, který se stal orgánem Matice slovenské. Program činnosti jeho redakce byl formulován jako péče o zachování osobitosti (svojskosti) spisovné slovenštiny. Podle něho v hláskosloví a tvarosloví je nutno dodržovat matičný spisovný úzus, v syntaxi a frazeologii měla být vzorem lidová reč a jazyk v dílech významných spisovatelů, slovník měl být budován z domácího fondu, slovům českého a germánského původu podle možností je nutno se vyhýbat. Pro jazykovou praxi to znamenalo dodržovat pravopis podle martinského spisovného úzu (prášok, lakeť, rakyta, vidieť, mlieť, koniec, beriem, berieš atď.). V lexiku měla být používána slova užívaná ve slovenštině a zavádět slova z nářečí nebo z děl dobrých spisovatelů. Na Slovensku centrální úřady používaly bohemizované PSP, ale díla Matice slovenské matičný úzus (Slovenská reč byla jeho extrémní podobou).
Další vydání Pravidel slovenského pravopisu z roku 1931 připravil H. Bartek podle úzu Slovenské reči (matičný úzus) jako jeho hlavní redaktor. V roce 1939 však Univerzitní komise Bartkův návrh zamítla.
V nových PSP z roku 1940 byl v zásadě kodifikován matičný spisovný úzus s menší revizi starších puristických zásahů do spisovného lexika. Byl upraven způsob psaní vícera slov podle spisovné výslovnosti, ustálila se pravidla označování kvantity ve slovech cizího původu a byly upraveny některé gramatické poučky.
PSP z roku 1953 byla významná tím, že v nich byla provedena poměrně výrazná reforma pravopisného systému. Z hlavních bodů připomeňme: zrušení –ly minulého času (tak jako dnes), zjednodušení psaní předložek s / z (tak jako dnes), změna psaní předpony s-/z- (viz níže), kodifikování dvojtvarů –ie-/-e- v genitivu plurálu (např. súken/súkien), kodifikace dvojtvarů napäl/napol a podobně. Cílem těchto pravidel bylo odstranit některé (údajně) puristické tendence a kromě toho přiblížit pravopis soudobé výslovnosti a teda oslabit historicko-etymologický princip pravopisu.
Tato pravidla vyšla v letech 1953–1971 ve vícero velkých vydáních, neboť byla používána jako povinná školní pomůcka (v 70. a 80. letech 20. století je posléze nahradila Príručka slovenského pravopisu, v 90. letech se do škol opět vrátila PSP). Tato vydání neobsahovala větší změny, s výjimkou PSP z roku 1970, která obsahovala změnu psaní předpon s-/z- na dnešní stav (kromě slova smena - dnes zmena), přijatou v roce 1968.
Po dlouhé přestávce, v době ve které slovenská veřejnost stále intenzivněji pociťovala absenci oficiální pravopisné příručky, vyšla v roce 1991 nová PSP. Neobsahovala velké změny.
- bylo změněno velkého písmena v názvech ulic, mostů a podobně (ulica Osloboditeľov – dnes: Ulica Osloboditeľov)
- bylo změněno psaní jmen osobností z uherských dějin
- byly zavedeny dvojtvary psaní výrazů typu dobiela/do biela, dovidenia/do videnia
- byla zrušena výjimka z rytmického zákona v činném príčestí (např. píšúci - dnes píšuci), v podstatných jménech na –ár, -áreň (prevádzkár dnes: prevádzkar) a ve slovech typu kamzičí, trpasličé (kamzíčí – dnes kamzičí)
- bylo pozměněno psaní slova smena (ve smyslu pracovní jednotka) na zmena.

## Vydání
I když přesný název Pravidlá slovenského pravopisu kniha nese až od roku 1991, předcházející vydání s podobným názvem a obdobným obsahem jsou také v praxi považována za starší vydání Pravidel slovenského pravopisu.

### Přehled vydání
- Vážny , V.: Pravidlá slovenského pravopisu s abecedným pravopisným slovníkom, Štátne nakladateľstvo/Státní nakladatelství, Praha, 1931, 1. vydanie
- Banik A.A.: Pravidlá slovenského pravopisu s pravopisným a gramatickým slovníkom, Matica slovenská, Turčiansky Svätý Martin, 1940, 1. („2“).vydanie:
- Peciar, Š. a kol.: Pravidlá slovenského pravopisu s pravopisným a gramatickým slovníkom 1. ("3") - 11. ("13") vydanie: Vydavateľstvo SAV, Bratislava, 1953, 1954, 1957, 1962, 1963, 1964, 1965, 1966, 1967, 1970, 1971
- Kačala, J. a kol.: Pravidlá slovenského pravopisu 1. ("14") – 3. („16“) vydanie, Veda, Bratislava, 1991, 1998, 2000